# Tsho Rolpa
Der Tsho Rolpa (Nepali च्छोरोल्पा) ist ein Gletscherrandsee im Rolwaling Himal, einer Gebirgsgruppe im zentralen Himalaya. 
Der See befindet sich im Distrikt Dolakha in der nepalesischen Provinz Bagmati. 
Der Tsho Rolpa ist einer der größten Gletscherseen in Nepal. Er liegt auf einer Höhe von 4555 m. Seine Fläche beträgt 1,53 km². Er besitzt eine Länge von 3,45 km in West-Ost-Richtung. Seine Breite beträgt 0,5 km. Die mittlere Wassertiefe liegt bei 55 m. Die maximale Wassertiefe beträgt 133,5 m. Der See hat ein Wasservolumen von 85,94 Millionen Kubikmeter. 
Der Tsho Rolpa wird an der Ostseite vom Trakardinggletscher gespeist. Der Rolwaling Chu, ein linker Nebenfluss des Tamakoshi, bildet den Abfluss am westlichen Seeende.
Es besteht die Gefahr, dass der natürliche Damm, der den See aufstaut, in Zukunft einmal brechen könnte und ein Hochwasserereignis in den abstrom gelegenen Gebieten auslösen könnte. Aus diesem Grund wurde am See ein Flutwarnsystem eingerichtet.